# 아이레온
아이레온은 대한민국 소속 소규모 자동차 업체이다.

## 차량
2023년에 열린 서울모빌리티쇼에서 해당 회사의 라인업인 IR3와 IR5를 최초로 선보였다. 해당 차량은 2025년 4월 즈음에 출시할 예정이라고 한다. 해당 브랜드의 차량 라인업은 독자적으로 개발한 차량이다.
회사의 사명은 자동차의 섀시를 일는 주요 소재인 철과 사람의 만남, 그리고 이를 잘 다루는 사람과의 조화를 의미하는 'IR'을 통해 미래지향적 설계, 강력한 힘을 상징하며, 'E'는 전기의 약자이자 전기차 및 전기 상용차의 새 지평을 여는 모빌리티의 새 미래(전기 모빌리티의 새로운 시대), 'ON'은 사전적 의미의 영어 전치사 'ON'의 접촉과 전기적 힘으로 에너지를 만드는 전기 배터리를 상징한다.